# .na
.na és el domini de primer nivell territorial (ccTLD) de Namíbia. S'hi ha implementat la separació entre el registre i els registradors, amb registradors acreditats tant dins com fora de Namíbia.
Es poden fer registres al segon nivell o al tercer, per sota d'alguns noms, alguns dels quals són repetits (per exemple, existeixen .co.na i .com.na per a entitats comercials). Els preus depenen del nivell i el subdomini on es fa el registre, i de si qui fa el registre és del país o estranger.
Els dominis .na costen aproximadament 4000 NAD (uns 340 €) l'any per als namibians i 40000 NAD (uns 3.400 €) per a estrangers, els .com.na 400 i 4000 NAD respectivament, i els .co.na 500 NAD (uns 42 €) per a tothom.
NA-NiC és membre de CoCCA i utilitza el seu criteri de resolució de disputes.